# Stresa

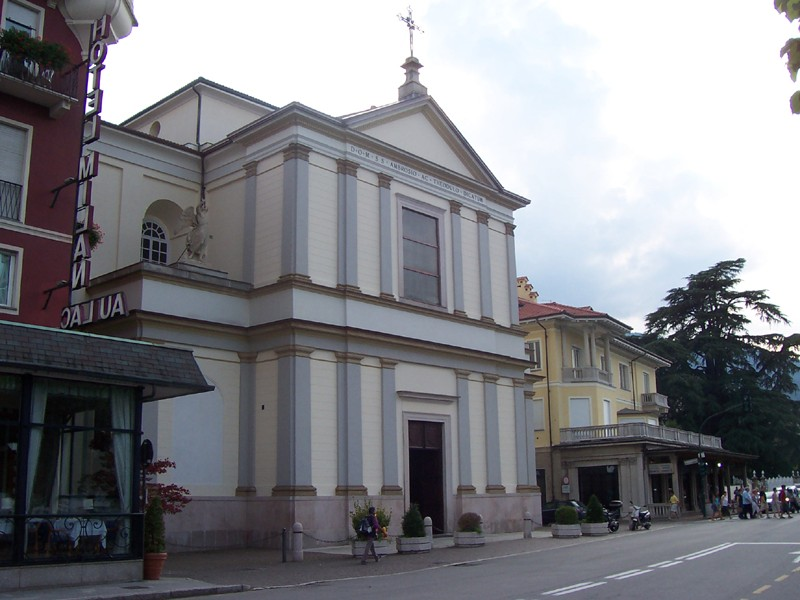
Pfarrkirche Sant’Ambrogio

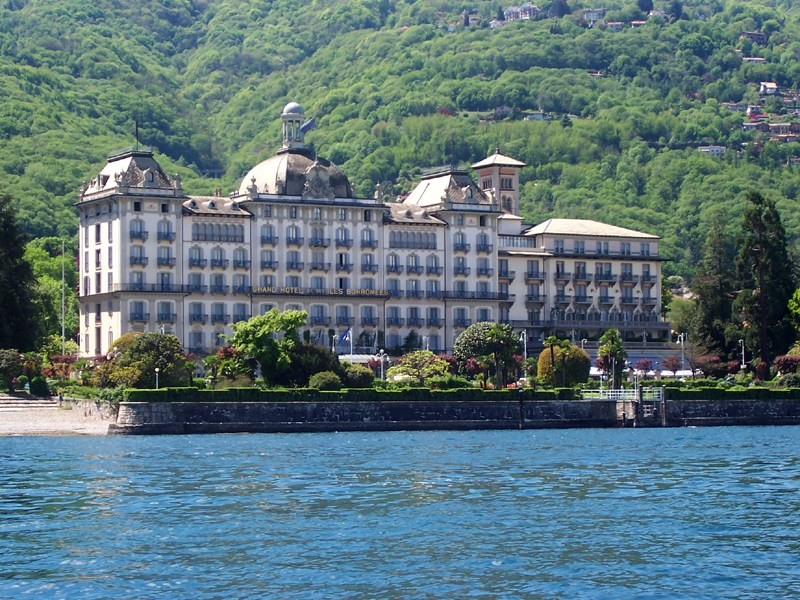
Grand Hotel des Iles Borromées

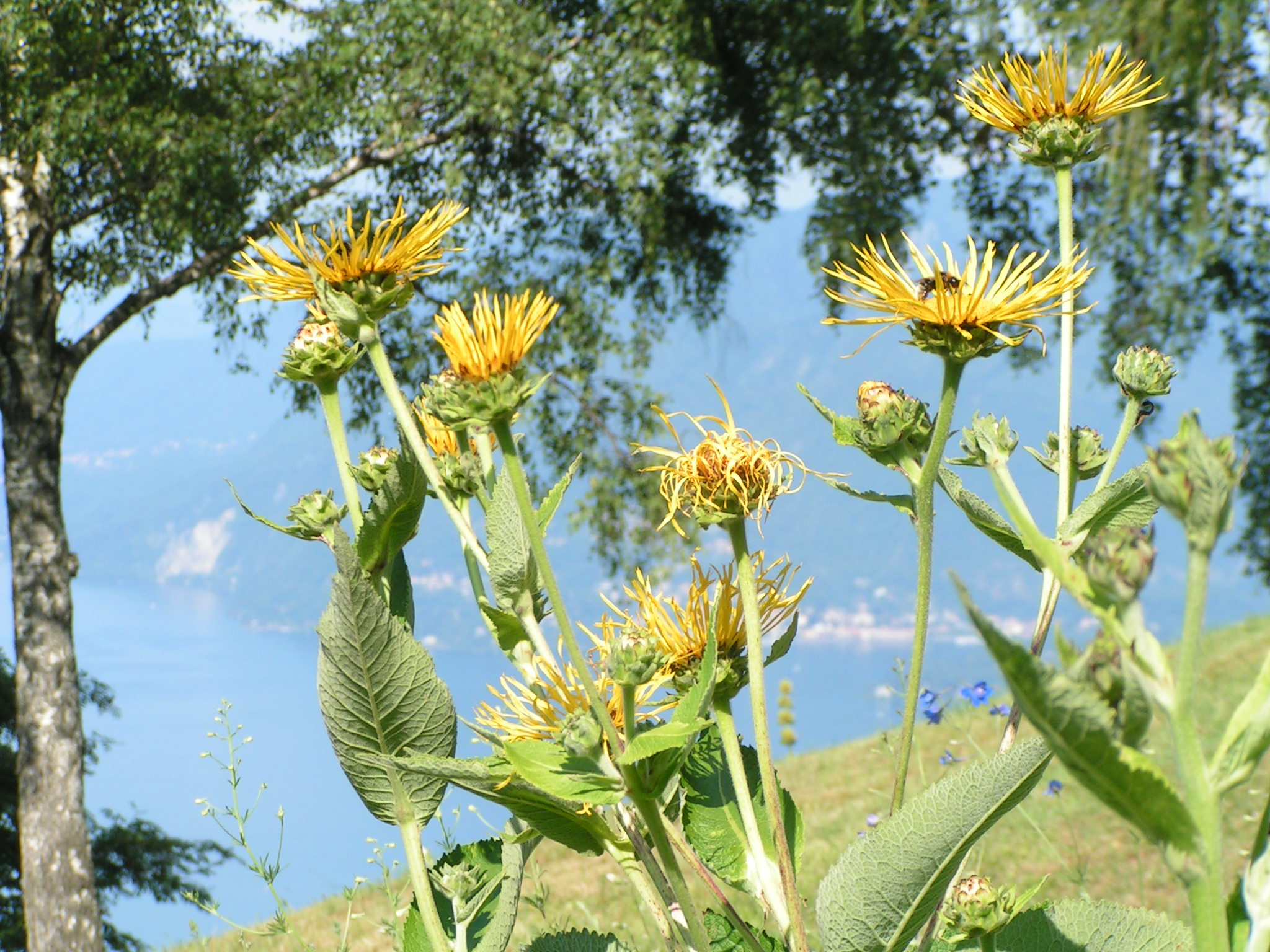
Botanischer Garten „Alpinia“ in Alpino

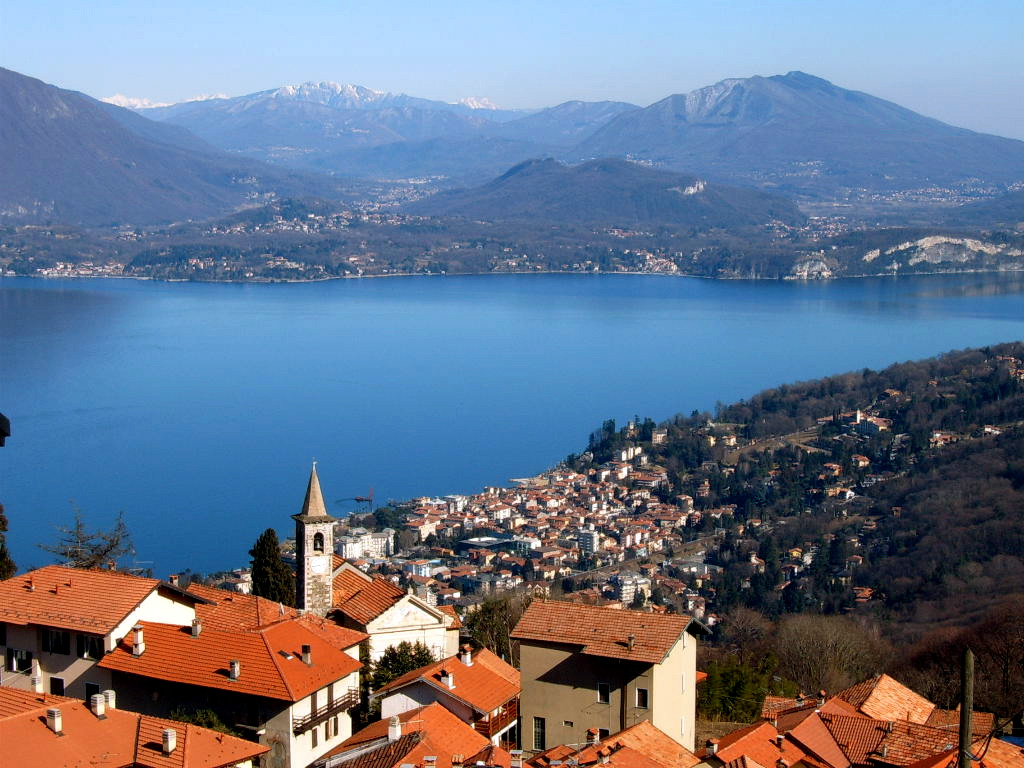
Blick auf Stresa von Levo aus

Stresa ist eine Gemeinde und ein Kurort in der italienischen Provinz Verbano-Cusio-Ossola in der Region Piemont.

## Lage und Einwohner
Stresa liegt 14 Straßenkilometer von der Provinzhauptstadt Verbania entfernt auf 200 m ü. M. am westlichen Ufer des Lago Maggiore. Das Gemeindegebiet erstreckt sich auf einer Fläche von 33 km² und hat 4650 Einwohner (Stand 31. Dezember 2023).
Die Frazioni (Vororte oder Inseln im See) von Stresa sind Alpino, Binda, Brisino, Campino, Carciano, I Falchetti, Isola Bella, Isola Madre, Isola dei Pescatori, Levo, Magognino, Mottarone, Passera, La Sacca, Alle Sale, Someraro und Vedasco. Alle Borromäischen Inseln außer Isolino di San Giovanni gehören zur Gemeinde Stresa. In der Nähe Stresas liegt der 1491 m s.l.m. hohe Berg Mottarone.
Die angrenzenden Gemeinden sind Baveno, Belgirate, Brovello-Carpugnino, Gignese, Gravellona Toce, Laveno-Mombello (VA), Leggiuno (VA), Lesa (NO), Omegna und Verbania.

## Geschichte
In Römerzeit führte die Konsularstraße Severiana Augusta von Stresa aus, die Mediolanum (das heutige Mailand) mit Verbannus Lacus (Verbano-See oder Lago Maggiore) verband, und von hier aus zum Simplonpass (lateinisch Summo Plano).
Die erste historische Quelle, die die Existenz von Stresa erwähnt, ist ein Pergament aus dem Jahr 998, in dem der Ort Strixia genannt wird, eine Form, die durch eine Quelle aus dem Jahr 1249 bestätigt wird; 1220 erscheint es als Strexia.
Stresa wurde 1014 von Kaiser Heinrich II. dem Frauenbenediktinerkloster San Felice von Pavia geschenkt.
Vom 11. bis 14. April 1935 wurde in Stresa ein Abkommen der Zwischenkriegszeit zur Bestätigung der Verträge von Locarno geschlossen, daran waren Großbritannien, Frankreich und Italien beteiligt, die so genannte Stresa-Front. Vom 3. bis 6. Juni 2004 fand hier das 52. Treffen der Bilderberg-Konferenz statt.

## Tourismus
In der Mitte des 19. Jahrhunderts wurde Stresa an den Schiffsverkehr auf dem Lago Maggiore angeschlossen, wogegen man sich zu Stendhals Zeiten noch in Sesto Calende oder in Arona einschiffen musste, um zu den Borromäischen Inseln zu gelangen. Auch durch die 1859 begonnene Einigung Italiens erhielt der Fremdenverkehr Aufschwung. So entstand 1859 das Gasthaus „Della Speranza“ in der Nähe der Anlegestelle, 1863 folgte das luxuriöse „Grand Hotel des Iles Borromées“. Heute verfügt der Ort vom Bed & Breakfast bis zum Luxushotel über zahlreiche Unterkünfte sowie Einkaufsmöglichkeiten, Restaurants und Cafés.
Im Jahre 1906, nach der Fertigstellung des Simplon-Eisenbahntunnels, hielten in Stresa die ersten Züge, die Paris mit Mailand verbanden. Mit dem Simplon-Express bestanden Verbindungen Calais bis Venedig und Triest. Ab 1919 war Stresa ein Zwischenhalt des Simplon-Orient-Express, mit dem Direktverbindungen nach Paris und Calais (mit Anschlüssen nach Dover und London) auf der einen Seite, sowie mit Venedig, Belgrad, Bukarest, Athen und Konstantinopel auf der anderen Seite bestanden.
In unmittelbarer Nähe Stresas befindet sich die Villa Pallavicino, die Ruggero Bonghi 1855 in klassizistischem Stil erbauen ließ und die 1862 von der Genueser Adelsfamilie Pallavicino erworben wurde. Sie liegt in einem 16 Hektar großen Park mit einem kleinen Zoo, der öffentlich zugänglich ist. 2021 wurde sie an den Fürsten Vitaliano Borromeo verkauft, der auch die Borromäischen Inseln mit der Isola Bella besitzt. Mehrere Passagierschiffe verkehren zwischen Stresa, anderen Orten am Ufer des Lago Maggiore und den Borromäischen Inseln.
Der Monte Mottarone dient dem Wintersport. Im Sommer führt eine (im letzten Stück mautpflichtige) Straße weit hinauf, wo sich eine weite Aussicht bietet. Bis 2021 war der Gipfel auch vom nördlichen Stadtrand mit der Seilbahn „Funivia Stresa-Alpino-Mottarone“ erreichbar. Seit der Seilbahnkatastrophe vom 23. Mai 2021, bei der 14 Menschen starben, ist die Seilbahn stillgelegt. - In der Nähe der bisherigen Mittelstation der Seilbahn befindet sich der „Giardino botanico Alpinia“, ein 1934 eingerichteter alpiner botanischer Garten mit einer Fläche von ca. 4 Hektar. Der Park ist nach wie vor mit dem Auto erreichbar.
|  |  |  |

## Konferenzen in Stresa
Auf der Konferenz in Stresa vom 11. bis 14. April 1935 vereinbarten die Regierungschefs Frankreichs, Großbritanniens und Italiens Maßnahmen zur Abwehr der vermuteten deutschen Expansions- und Kriegspolitik und schlossen sich zur Stresa-Front zusammen. Die Front zerbrach jedoch bereits nach wenigen Monaten, als Großbritannien am 18. Juni 1935 mit dem Deutschen Reich das deutsch-britische Flottenabkommen abschloss.
Die „Konvention von Stresa“ vom 1. Juni 1951 bezeichnet die erste internationale Vereinbarung über die Herkunftsbezeichnung in Käsenamen. An dieser beteiligten sich sieben Länder: Österreich, Dänemark, Frankreich, Italien, Norwegen, Schweden und die Schweiz.
Im Juli 1958 fand eine weitere „Konferenz von Stresa“ statt. Zur Schaffung eines stabilen Agrarmarktes verständigten sich damals die Mitgliedstaaten der Europäischen Wirtschaftsgemeinschaft (EWG) darauf, jeweils einzelne produktbezogene Marktorganisationen zu schaffen. Hieraus erwuchs später die Gemeinsame Agrarpolitik. Beginnend mit den 1960er Jahren entstanden bis heute 22 Marktorganisationen, die jeweils den Markt für einzelne landwirtschaftliche Erzeugnisse regeln.
Im Jahre 2004 war Stresa Ort der 52. Bilderberg-Konferenz, des Jubiläumstreffens „50 Jahre Bilderberger“.

## Verkehr
Stresa besitzt seit 1905 einen Bahnhof an der Eisenbahnstrecke Domodossola–Mailand. Von 1911 bis 1963 verkehrte die Ferrovia Stresa–Mottarone, eine Zahnradbahn, auf den Mottarone.
Der nächstgelegene Flughafen ist Mailand-Malpensa (ca. 43 km).

## Persönlichkeiten
- Aus Stresa stammten die Brüder Francesco, Giacomo Filippo und Giuseppe Bolongaro, Kaufleute und Schnupftabakfabrikanten, die 1735 nach Frankfurt am Main übersiedelten und dort die größte Tabakhandlung und Schnupftabakmanufaktur Europas gründeten. 1772 bis 1775 ließen sie in Höchst bei Frankfurt den barocken Bolongaropalast errichten, den größten deutschen Privatbau des 18. Jahrhunderts. Giacomo Filippo ließ sich 1771 in Stresa die „Villa Bolongaro“ als Alterssitz bauen.
- Der Philosoph Antonio Rosmini-Serbati (1797–1855) verbrachte seine letzten Lebensjahre in Stresa, wo er 1855 auch starb. Er lebte hier in der „Villa Bolongaro“ (der jetzigen „Villa Ducale“) am Ufer des Lago Maggiore, die ihm 1848 von Anna Maria Bolongaro vererbt worden war und die heute ein Rosmini-Studienzentrum beherbergt.[9]
- Ernest Hemingway (1899–1961) erholte sich im September 1918 im „Grand Hotel des Iles Borromées“ von einer Kriegsverletzung[10] und kehrte 1927 und 1948 hierher zurück.[11] In seinem Roman A Farewell to Arms (dt. In einem andern Land) spielen Stresa und das Grand Hotel eine Rolle. 2002 richtete Stresa die 10. Internationale Hemingway-Konferenz aus.